# Беркхофф, Геррит
Геррит Беркхофф (9 июля 1901 или 30 марта 1901, Апелдорн, Гелдерланд — 27 февраля 1996 или 9 марта 1993, Апелдорн, Гелдерланд) — нидерландский химик и первый ректор Университета Твенте.
Геррит Беркхофф-младший был вторым ребёнком в семье директора школы Геррита Беркхоффа-старшего (1868—1959) и Марты Северс (1872—1949). Его деда также звали Геррит Беркхофф (1831—1903). Обучался химии в Лейденском университете, там же начал работать ассистентом в лаборатории неорганической химии, а в 1929 защитил диссертацию по теме «Осмос тернарных жидкостей» под руководством Франциска Схрейнемакерса (Franciscus Antonius Hubertus Schreinemakers, 1864—1945).
В 1929 году начал карьеру химика в DSM. В 1930-х годах под его руководством производились удобрения на азотфиксационном заводе (нидерл. Stikstofbindings Bedrijf, SBB). К этому периоду относятся его публикации по кристаллизации нитрата аммония, в которых он перешёл от инкрементальных результатов в ответ на конкуренцию к инновационным исследованиям. В 1940 году он основал и возглавил «центральную лабораторию» (нидерл. Centraal Laboratorium, CL). После Второй мировой он посетил США ради изучения стратегий диверсификации производстве, в результате чего DSM начал производство капролактама, который в свою очередь использовался для производства капрона в «генеральном союзе искусственного шёлка» (нидерл. Algemene Kunstzijde Unie, AKU, теперь входит в AkzoNobel). До увольнения в 1961 году он оставался генеральным директором всех отделов НИОКР в DSM, которые цвели и расширялись под его руководством. В 1957 году он был посвящён в офицеры ордена Оранских-Нассау.
В 1961 году министр образования Нидерландов получил Герриту Беркхоффу подготовку третьего техникума в Твенте, сейчас называющегося Университет Твенте. Два года спустя он был назначен первым ректором. Под руководством Беркхоффа университет расширялся и внедрял различные инновации, включая проживание студентов на территории университетского городка, что в Нидерландах до этого не практиковалось. Его идеи об интеграции инженерных и общественных наук продолжают жить и спустя многие годы: на 2023 год девиз университета — «высокие технологии, человеческое отношение». Под его же руководством в Университете Твенте был открыт первый бакалавриат и проведена работа о том, что это достаточный уровень обучения специалистов. Проект оказался провальным, и Болонский процесс был заново внедрён в нидерландских университетах только в 1999.
Речь Беркхоффа в 1964 на официальном открытии университета королевой Юлианой и принцем Бернардом завершилась цитатой из речи 1574 года, которой Вильгельм I Оранский открывал первый нидерландский университет (в Лейдене):
Мы искренне желаем, чтобы эта высшая школа превратилась в прочную структуру, поддерживающую свободу.Оригинальный текст (нид.)Dat deze hogeschool moge uitgroeien tot een vast stuensel ende onderhoudt der vryheit is onze innige wens.
В 1967 году Беркхофф покинул университет Твенте. В связи с окончательным выходом на пенсию его посвятили в рыцари ордена Нидерландского льва. В 1999 году в его честь открылась почётная позиция «беркхоффского профессора» (англ. Berkhoff Chair), которую на 2023 год занимает профессор Андреа Просперетти (до 12 апреля 2025). В 2010 году Университет Твенте назвал четвёртую аудиторию в здании Waaier «залом Беркхоффа» (нидерл. Berkhoffzaal).